# 시장 실패
시장실패(市場失敗 영어: market failure)는 경제학에서 시장기구가 그 기능을 제대로 발휘하지 못하여 자원이 효율적으로 배분되지 못하는 상태를 지칭한다. 신고전학파의 학자들은 재화와 서비스의 분배가 자유 시장에서 파레토 효율이 아닌 상태로 정의한다. 시장실패는 사회적 순손실로 이끄는 경향이 있다. 각 경제주체의 순수한 이익 추구 현상이 비효율적인 결과를 낳는 시나리오로 바라볼 수 있으며, 이는 사회적 전체적 시각으로 바라볼 때 개선될 수 있다. 시장실패는 1958년부터 경제학자들이 사용한 용어이나, 개념적으로 보면 빅토리아 시대의 헨리 시즈윅이 도입했다.
시장 실패는 주로 공공재, 동태적 비일관성에 따른 선호 변화, 정보 비대칭 현상, 불완전 경쟁 시장, 본인-대리인 문제, 외부효과와 관련되어 발생한다.
시장 실패의 존재는 종종 자율 규제 조직, 정부 또는 초국가적 기관이 특정 시장에 개입하는 이유이다. 경제학자, 특히 미시경제학자는 종종 시장 실패의 원인과 가능한 교정 수단에 관심을 갖는다. 이러한 분석은 다양한 유형의 공공 정책 결정 및 연구에서 중요한 역할을 한다.
그러나 세금, 보조금, 임금 및 가격 통제, 규제와 같은 정부 정책 개입으로 인해 자원의 비효율적인 배분(때때로 정부 실패라고도 함)이 발생할 수도 있다. 대부분의 주류 경제학자들은 정부나 기타 조직이 비효율적인 시장 결과를 개선할 수 있는 상황(건축법이나 멸종 위기종 등)이 있다고 믿는다. 몇몇 이단 사상 학파는 이데올로기의 문제로 이에 동의하지 않는다.
시장 경제에서 인간 활동이 중요한 재생 불가능한 자원을 고갈시키고, 취약한 생태계를 교란시키거나, 생물권 폐기물 흡수 능력에 과부하가 걸릴 때 생태학적 시장 실패가 존재한다. 이러한 경우에는 파레토 효율성의 기준이 달성되지 않는다. 사회적으로 부정적인 외부 효과를 유발하는 인간 활동을 점검하는 것이 중요하다.

## 원인
- 공공재의 존재
- 외부효과
- 불완전 경쟁으로 인한 독과점의 형성
  - 자연독점 현상
- 정보의 비대칭성
- 경기불안정
- 정부의 과도한 경제 간섭과 규제
  - 과세
  - 가격상한/가격하한
  - 수입 할당제

## 대응법

### 국가
국가는 시장실패를 방지 해소하기 위해서 주로 국가가 직접공급하거나, 간접적으로 유도하거나, 강제적으로 규제하는 방법을 주로 사용한다.

## 같이 보기
- 공공경제학
- 공유지의 비극